# 마르멜루 젤리
마르멜루 젤리는 마르멜루로 만든 페이스트 또는 젤리이다. 4세기 요리책 아피키우스에 마르멜루를 꿀에 재우는 법이 나오는 것으로 보아, 역사가 오래된 음식이다. 둘세 데 멤브리요(스페인어: dulce de membrillo), 마르멜라다(포르투갈어: marmelada), 도스 드 마르멜루(포르투갈어: doce de marmelo, 브라질 포르투갈어 한글 표기: 도시 지 마르멜루), 코토냐타(이탈리아어: cotognata), 파테 드 쿠앵(프랑스어: pâte de coing) 등으로도 부른다.
프랑스에서는 크리스마스 때 먹는 전통적인 디저트 중 하나이다.

## 같이 보기
- 고이아바다
- 마멀레이드